# Silene lucida
Silene lucida är en nejlikväxtart. Silene lucida ingår i släktet glimmar, och familjen nejlikväxter.

## Underarter
Arten delas in i följande underarter:
- S. l. glandulosa
- S. l. lucida